# پاساژ علاءالدین
پاساژ علاء الدین یک مجتمع تجاری خرید و فروش موبایل و لوازم دیجیتال در تهران واقع در تقاطع خیابان‌های جمهوری اسلامی و حافظ است که توسط رضا علاءالدین تأسیس شده‌است. این پاساژ دارای ۱۱۰۰ فروشگاه است.

## تاریخچه
رضا علاءالدین در سال ۱۳۵۳ حدود ۱۰۰۰ متر از فضای کنونی پاساژ را خریداری کرد. تا پایان جنگ و سال‌های ۶۸ تا ۷۰ بخش دیگری از زمین‌های اطراف خریداری شد. پس از تهیه نقشه و طی مراحل قانونی از ابتدای سال ۷۴ تخریب و ساخت پاساژ علاءالدین شروع شد. این ساخت‌وساز ۴ سال به طول انجامید و از سال ۷۸ تا ۷۹ فازبه‌فاز واگذاری‌ها آغاز شد و در نهایت ۱۱ طبقه با حدود ۱۱۰۰ مغازه در سه فاز واگذار شد. انتقادهای زیادی به مالک این مرکز تجاری وجود دارد از جمله این ادعاها که او در خرید و فروش دخالت دارد، اجاره‌ها بسیار بالا هستند و او با اعتراض فروشندگان، با تندی برخورد می‌کند.

## ساخت غیرقانونی دو طبقه
در شرایطی که شهرداری نظارت بسیار شدید بر هر گونه ساخت و ساز در تهران دارد رسانه‌های ایران از احداث غیرقانونی طبقه هفتم پاساژ علاءالدین در یکی از شلوغ‌ترین نقاط تهران و فروش آن بدون واکنش مهمی از سوی شهرداری تهران ابراز شگفتی کردند. برخی معتقدند مالک پاساژ، لابی قدرتمند و نفوذ زیادی در مراکز قدرت دارد و در روند تخریب، اخلال ایجاد می‌کند.
در نهایت حکم کمیسیون ماده ۱۰۰ شهرداری برای تخریب طبقه هفت و تبدیل طبقه منفی سه به پارکینگ در ۱۲ دی ماه ۱۳۹۳ اجرا شد و مهدی چمران رئیس شورای شهر تهران از تخریب کامل طبقه هفتم پاساژ تا پایان بهمن ماه ۹۵ خبرداد.

## ناامنی و مشکلات فیزیکی
این پاساژ چندین بار دچار آتش‌سوزی شده و آتش‌نشانی آنرا غیر ایمن معرفی کرده‌است. در تیرماه ۱۳۹۳ این مکان دچار حریق شد. آخرین مورد آتش‌سوزی این پاساژ در ۱۱ دی ۱۳۹۴ رخ داده‌است.
پاساژ از جهت بهداشتی و ایمنی بسیار نا امن به‌شمار می‌رود. همچنین با وجود جمعیت مراجعه‌کننده که ساعتی ۶۰۰۰ نفر تخمین زده می‌شود، از بسیاری از امکانات اولیه مراکز فروش بی‌بهره است یا از انواع بسیار کوچک و ناکارآمد پله برقی و آسانسور استفاده شده‌است. همچنین نبود تهویه مطبوع و سنگینی هوا از دیگر مشکلات این مرکز است. تا کنون سازمان آتش‌نشانی چندین بار نسبت به ناامنی این مرکز هشدار داده‌است.
معصومه آباد عضو شورای شهر تهران دربارهٔ ناامنی این پاساژ می‌گوید: «به دفعات وضع این پاساژ را بررسی کرده‌ایم، آتش‌نشانی بارها وضع آن را پرخطر اعلام کرده. تاکنون سه بار تذکر داده‌ایم اما هیچ بازخوردی از تذکرات نداشتیم. این ساختمان هر لحظه آبستن حوادث است و با توجه به این‌که کانون رفت‌وآمد مردم است هر حادثه‌ای می‌تواند تلفات جانی گسترده‌ای داشته باشد و به یک فاجعه تبدیل شود، درست مانند تولیدی خیابان جمهوری.»
به دلیل نمای کامپوزیت و شیشه‌ای که مسیر عبور هوا را مسدود کرده با وقوع آتش‌سوزی، شعله‌های آتش داخل ساختمان به صورت عمودی و افقی با سرعت بالا گسترش پیدا می‌کند.